# Paja Jovanović
Pavle „Paja” Jovanović (cyr. Павле Паја Јовановић; ur. 4 czerwca 1859 we Vršacu, zm. 30 listopada 1957 w Wiedniu) – malarz serbski, przedstawiciel realizmu akademickiego, brat Svetislava Jovanovicia.
Był synem fotografa Stevana Jovanovicia i jego żony Ernestiny. Po ukończeniu gimnazjum w 1877 wyjechał do Wiednia, gdzie uczył się w Akademii Sztuk Pięknych, w klasie prof. Kristiana Gripenkerla. Tworzył portrety, sceny historyczne i rodzajowe. Malował portrety panujących np. Franciszka Józefa I i innej arystokracji. Inne obrazy to: „Walka kogutów”, „Takowskie powstanie”. W 1896 r. na zamówienie patriarchy serbskiego Jerzego namalował monumentalny obraz przedstawiający wielką wędrówkę Serbów w 1689-1690 r.
Był żonaty. W 1917 poślubił młodszą o 33 lata Austriaczkę Herminę Dauber (1892–1972).